# 2012년 하계 올림픽 독립 선수단
2012년 하계 올림픽 독립 선수단은 영국 런던에서 열린 2012년 하계 올림픽에 참가한 올림픽 독립 선수단이다. 선수단은 옛 네덜란드령 안틸레스 출신 선수 3명과 신생 독립국 남수단 선수 1명으로 구성되었다.

## 개요

### 네덜란드령 안틸레스
네덜란드령 안틸레스 올림픽 위원회는 2010년 10월에 있었던 네덜란드령 안틸레스의 해체 이후에도 지속적인 활동 계획을 세웠으나, 제123차 국제 올림픽 위원회 총회에서 올림픽 위원회 집행위원회가 탈퇴토록 하였다. 그러나, 이후에 전 네덜란드령 안틸레스 선수단은 2012년 올림픽에서 올림픽 깃발 아래서의 참가가 허용되어 출전 자격을 얻었다.

### 남수단
남수단은 2011년에 수단으로부터 독립하였으나, 2012년 하계 올림픽에선 국가 올림픽 위원회가 구성되지 않아, 국가로서 참여하지 못하게 되었지만, 구오르 마리알은 남자 마라톤 부분에서 승인을 얻어, 독립 선수단으로 출전하였다.

## 같이 보기
- 1992년 하계 올림픽 독립 참가 선수단
- 2000년 하계 올림픽 개인 선수단
- 2016년 하계 올림픽 난민 선수단